# Gerhard Pfaffenbichler
Gerhard Pfaffenbichler (ur. 26 marca 1961 w Salzburgu) – austriacki narciarz alpejski. Zajął 5. miejsce w zjeździe na igrzyskach w Calgary w 1988 r. co jest jego najlepszym wynikiem olimpijskim. Nie startował na mistrzostwach świata. Najlepsze wyniki w Pucharze Świata osiągnął w sezonie 1980/1981, kiedy to zajął 28. miejsce w klasyfikacji generalnej.

## Sukcesy

### Puchar Świata

#### Miejsca w klasyfikacji generalnej
- 1980/1981 – 28.
- 1981/1982 – 47.
- 1982/1983 – 37.
- 1983/1984 – 50.
- 1985/1986 – 34.
- 1986/1987 – 46.
- 1987/1988 – 39.
- 1988/1989 – 51.

#### Miejsca na podium
1. Aspen – 5 marca 1981 (zjazd) – 3. miejsce
2. Sarajewo – 28 stycznia 1983 (zjazd) – 1. miejsce